# Fraccionamiento la Mezquitera
Fraccionamiento la Mezquitera är en ort i Mexiko.   Den ligger i kommunen San Francisco del Rincón och delstaten Guanajuato, i den centrala delen av landet, 300 km nordväst om huvudstaden Mexico City. Fraccionamiento la Mezquitera ligger 1 756 meter över havet och antalet invånare är 1 034.
Terrängen runt Fraccionamiento la Mezquitera är platt österut, men västerut är den kuperad. Runt Fraccionamiento la Mezquitera är det mycket tätbefolkat, med 1 135 invånare per kvadratkilometer. Närmaste större samhälle är San Francisco del Rincón, 2,3 km väster om Fraccionamiento la Mezquitera. Trakten runt Fraccionamiento la Mezquitera består till största delen av jordbruksmark.